# Mister Brasil CNB 2018
Mister Brasil CNB 2018 foi a 13ª edição do concurso de beleza masculino específico para eleger o mais belo brasileiro em busca de títulos internacionais, o Mister Brasil CNB. Trata-se também da 2ª edição sob a marca "CNB" e a 11ª edição sob o comando do empresário Henrique Fontes, mesmo realizador da disputa de Miss Mundo Brasil. Essa edição foi realizada no dia 10 de Agosto de 2018 no "Hotel do Bosque", em Angra dos Reis, com a presença de quarenta e nove (49) candidatos estaduais, insulares e de regiões turísticas e/ou econômicas do País. Matheus Song, Mister Brasil CNB 2017, passou a faixa para o seu sucessor no final da cerimônia, sendo este o paulista de Santos, Samuel Costa.

## Classificação final

### Colocações
| Representação & Candidato               | Posição |
| --------------------------------------- | ------- |
| São Paulo - Samuel Costa                | 1       |
| Santa Catarina - Danthy Meirelles       | 2       |
| Espírito Santo - Rodolfo Donna          | 3       |
| Litoral Sul Gaúcho - Gil Raupp          | 3       |
| Amazonas - Gustavo Garcia               | Top 08  |
| Brasília - Jesus de Lima                | Top 08  |
| RJ Capital - Gabriel Galindo            | Top 08  |
| Zona da Mata Mineira - Rodrigo Brigatto | Top 08  |
| Agulhas Negras - João Mothé             | Top 16  |
| Amapá - Pablo Sena                      | Top 16  |
| Ilhas de Ipanema - Artur Viegas         | Top 16  |
| Pampa Gaúcho - Gabriel Souza            | Top 16  |
| Pantanal - Miguel Leles                 | Top 16  |
| Rio de Janeiro - Bernardo Timm          | Top 16  |
| Rio Grande do Sul - Felipe Haeffner     | Top 16  |
| Triângulo Mineiro - Jucinei Ferreira    | Top 16  |
| Costa do Cacau - Fernando Neto          | Top 25  |
| Costa Verde & Mar - Josias Machado      | Top 25  |
| Goiás - Diogo Hens                      | Top 25  |
| Maranhão - Júnior Walladão              | Top 25  |
| Minas Gerais - Gabriel Vital            | Top 25  |
| Paraná - Gabriel Werner                 | Top 25  |
| Rio Grande do Norte - Guilherme Matias  | Top 25  |
| Roraima - Júnior Fernandes              | Top 25  |
| Tapajós - Érick Vasconcellos            | Top 25  |

### Ordem dos Anúncios
| 1. Agulhas Negras 2. Amapá 3. Amazonas 4. Brasília 5. Costa do Cacau 6. Costa Verde & Mar 7. Espírito Santo 8. Goiás 9. Ilhas de Ipanema 10. Litoral Sul Gaúcho 11. Maranhão 12. Minas Gerais 13. Pampa Gaúcho 14. Pantanal 15. Paraná 16. Rio de Janeiro 17. Rio Grande do Norte 18. Rio Grande do Sul 19. Rio de Janeiro Capital 20. Roraima 21. Santa Catarina 22. São Paulo 23. Tapajós 24. Triângulo Mineiro 25. Zona da Mata Mineira | 1. São Paulo 2. Amapá 3. Amazonas 4. Rio de Janeiro 5. Zona da Mata Mineira 6. Pantanal 7. Espírito Santo 8. Triângulo Mineiro 9. Santa Catarina 10. Pampa Gaúcho 11. Rio Grande do Sul 12. Rio de Janeiro Capital 13. Brasília 14. Ilhas de Ipanema 15. Agulhas Negras 16. Litoral Sul Gaúcho | 1. São Paulo 2. Amazonas 3. Zona da Mata Mineira 4. Espírito Santo 5. Santa Catarina 6. Rio de Janeiro Capital 7. Brasília 8. Litoral Sul Gaúcho | 1. São Paulo 2. Espírito Santo 3. Santa Catarina 4. Litoral Sul Gaúcho |

## Jurados

### Final
Elegeram o campeão:
1. Jéssica Mueller, Ex-Big Brother Brasil 18;
2. Luciano Habiliu, proprietário da Suadarma;
3. Gabriel Queiroz, gerente do Hotel do Bosque;
4. João Ricardo Dias, do fórum Miss Brazil on Board;
5. António Salazar, do fórum Miss Venezuela la nueva Era;
6. Alexander González, consultor de imagem venezuelano;
7. Alberto Dubal, correspondente do Global Beauties;
8. Revolino Garibian, britânico produtor de eventos;
9. Julia Gama, atriz e Miss Mundo Brasil 2014;

## Fases

### Funcionamento
O início do confinamento ocorreu no dia sete (7) de Agosto com todos os candidatos desembarcados no Rio de Janeiro. Seguiram posteriormente para Angra dos Reis, mais precisamente no Hotel do Bosque, onde aconteceu o desenrolar da competição. A disputa masculina deste ano também teve suas fases eliminatórias, inspirada pela Copa do Mundo FIFA de 2018, realizado na Rússia. Após o anúncio do Top 16, candidatos que avançaram na primeira parte da cerimônia, eles se enfrentaram de acordo com sua pontuação preliminar, rankeados de 1 a 16. A partir de suas colocações, eles foram divididos em 8 chaves, nominadas em A até H. Das oitavas, os candidatos avançaram para as quartas, semifinal e depois a grande final. Todas as etapas foram vivenciadas na mesma noite.

### Fase Preliminar
Nos dias que antecederam à grande final, os candidatos participaram de diversas etapas classificatórias e que somam pontos para a média final, que foi o parâmetro para a classificação dos dezesseis semifinalistas. Com esta média, foram classificados 11 candidatos, os outros 5 classificados foram os vencedores das seguintes provas classificatórias: "Beleza Pelo Bem", "Talento", "Esportes", "Top Model" e "Popularidade" (votação online pela internet).

### Fase Eliminatória
|  | Oitavas-de-final   | Oitavas-de-final   |                |   | Quartas-de-final | Quartas-de-final |  |  | Semifinal | Semifinal |  |  | Final | Final |
|  |                    |                    |                |   |                  |                  |  |  |           |           |  |  |       |       |
|  | Chave A            |                    |                |   |                  |                  |  |  |           |           |  |  |       |       |
|  |                    |                    |                |   |                  |                  |  |  |           |           |  |  |       |       |
|  | São Paulo          | 9                  |                |   |                  |                  |  |  |           |           |  |  |       |       |
|  | São Paulo          | 9                  | Chave I        |   |                  |                  |  |  |           |           |  |  |       |       |
|  | Amapá              | 0                  |                |   |                  |                  |  |  |           |           |  |  |       |       |
|  | Amapá              | 0                  | São Paulo      | 9 |                  |                  |  |  |           |           |  |  |       |       |
|  | Chave B            |                    | São Paulo      | 9 |                  |                  |  |  |           |           |  |  |       |       |
|  |                    | Amazonas           | 0              |   |                  |                  |  |  |           |           |  |  |       |       |
|  | Amazonas           | Amazonas           | 0              | 5 |                  |                  |  |  |           |           |  |  |       |       |
|  | Amazonas           |                    | Semi 1         | 5 |                  |                  |  |  |           |           |  |  |       |       |
|  | Rio de Janeiro     | 4                  |                |   |                  |                  |  |  |           |           |  |  |       |       |
|  | Rio de Janeiro     | 4                  | São Paulo      | 7 |                  |                  |  |  |           |           |  |  |       |       |
|  | Chave C            |                    | São Paulo      | 7 |                  |                  |  |  |           |           |  |  |       |       |
|  |                    | Espírito Santo     | 2              |   |                  |                  |  |  |           |           |  |  |       |       |
|  | Zona da Mata       | Espírito Santo     | 2              | 5 |                  |                  |  |  |           |           |  |  |       |       |
|  | Zona da Mata       | Chave J            |                | 5 |                  |                  |  |  |           |           |  |  |       |       |
|  | Pantanal           | 4                  |                |   |                  |                  |  |  |           |           |  |  |       |       |
|  | Pantanal           | 4                  | Zona da Mata   | 4 |                  |                  |  |  |           |           |  |  |       |       |
|  | Chave D            |                    | Zona da Mata   | 4 |                  |                  |  |  |           |           |  |  |       |       |
|  |                    | Espírito Santo     | 5              |   |                  |                  |  |  |           |           |  |  |       |       |
|  | Espírito Santo     | Espírito Santo     | 5              | 7 |                  |                  |  |  |           |           |  |  |       |       |
|  | Espírito Santo     |                    | Final          | 7 |                  |                  |  |  |           |           |  |  |       |       |
|  | Triângulo Mineiro  | 2                  |                |   |                  |                  |  |  |           |           |  |  |       |       |
|  | Triângulo Mineiro  | 2                  | São Paulo      | 8 |                  |                  |  |  |           |           |  |  |       |       |
|  | Chave E            |                    | São Paulo      | 8 |                  |                  |  |  |           |           |  |  |       |       |
|  |                    | Santa Catarina     | 1              |   |                  |                  |  |  |           |           |  |  |       |       |
|  | Santa Catarina     | Santa Catarina     | 1              | 8 |                  |                  |  |  |           |           |  |  |       |       |
|  | Santa Catarina     | Chave K            |                | 8 |                  |                  |  |  |           |           |  |  |       |       |
|  | Pampa Gaúcho       | 1                  |                |   |                  |                  |  |  |           |           |  |  |       |       |
|  | Pampa Gaúcho       | 1                  | Santa Catarina | 8 |                  |                  |  |  |           |           |  |  |       |       |
|  | Chave F            |                    | Santa Catarina | 8 |                  |                  |  |  |           |           |  |  |       |       |
|  |                    | RJ Capital         | 1              |   |                  |                  |  |  |           |           |  |  |       |       |
|  | Rio Grande do Sul  | RJ Capital         | 1              | 4 |                  |                  |  |  |           |           |  |  |       |       |
|  | Rio Grande do Sul  |                    | Semi 2         | 4 |                  |                  |  |  |           |           |  |  |       |       |
|  | RJ Capital         | 5                  |                |   |                  |                  |  |  |           |           |  |  |       |       |
|  | RJ Capital         | 5                  | Santa Catarina | 6 |                  |                  |  |  |           |           |  |  |       |       |
|  | Chave G            |                    | Santa Catarina | 6 |                  |                  |  |  |           |           |  |  |       |       |
|  |                    | Litoral Sul Gaúcho | 3              |   |                  |                  |  |  |           |           |  |  |       |       |
|  | Brasília           | Litoral Sul Gaúcho | 3              | 5 |                  |                  |  |  |           |           |  |  |       |       |
|  | Brasília           | Chave L            |                | 5 |                  |                  |  |  |           |           |  |  |       |       |
|  | Ilhas de Ipanema   | 4                  |                |   |                  |                  |  |  |           |           |  |  |       |       |
|  | Ilhas de Ipanema   | 4                  | Brasília       | 4 |                  |                  |  |  |           |           |  |  |       |       |
|  | Chave H            |                    | Brasília       | 4 |                  |                  |  |  |           |           |  |  |       |       |
|  |                    | Litoral Sul Gaúcho | 5              |   |                  |                  |  |  |           |           |  |  |       |       |
|  | Agulhas Negras     | Litoral Sul Gaúcho | 5              | 3 |                  |                  |  |  |           |           |  |  |       |       |
|  | Agulhas Negras     |                    |                | 3 |                  |                  |  |  |           |           |  |  |       |       |
|  | Litoral Sul Gaúcho | 6                  |                |   |                  |                  |  |  |           |           |  |  |       |       |
|  | Litoral Sul Gaúcho | 6                  |                |   |                  |                  |  |  |           |           |  |  |       |       |

## Quadro de prêmios

### Misters regionais
Os mais bem colocados por região do País:
| Título              | Candidato                           |
| ------------------- | ----------------------------------- |
| Mister Centro-Oeste | - Brasília - Jesus de Lima          |
| Mister Nordeste     | - Costa do Cacau - Fernando Neto    |
| Mister Norte        | - Amazonas - Gustavo Garcia         |
| Mister Sudeste      | - Espírito Santo - Rodolfo Donna    |
| Mister Sul          | - Santa Catarina - Danthy Meirelles |

## Etapas

### Provas com Pontuação
Nas provas Entrevista, Moda Noite e Moda Praia, os candidatos receberam notas do corpo de jurados preliminar. Em cada prova, cada jurado deu uma nota até 100,0 pontos. A nota mais baixa foi sempre descartada. Com as demais foi feita uma média de pontos. Isso significou que em cada prova o candidato pôde somar até 100,0 pontos, somando, no total, o máximo de 300,0 pontos. Os 11 (onze) candidatos com as pontuações totais mais altas na soma dessas três notas, foram automaticamente classificados no "Top 16".

#### Entrevista
| Posição | Representação & Candidato    |
| ------- | ---------------------------- |
| 1       | - Brasília - Jesus de Lima   |
| 2       | - São Paulo - Samuel Costa   |
| 3       | - Maranhão - Júnior Walladão |

#### Moda Noite
| Posição | Representação & Candidato             |
| ------- | ------------------------------------- |
| 1       | - São Paulo - Samuel Costa            |
| 2       | - Rio Grande do Sul - Felipe Haeffner |
| 3       | - Espírito Santo - Rodolfo Donna      |

#### Moda Praia
| Posição | Representação & Candidato           |
| ------- | ----------------------------------- |
| 1       | - Santa Catarina - Danthy Meirelles |
| 2       | - Zona da Mata - Rodrigo Brigatto   |
| 3       | - Agulhas Negras - João Mothé       |

### Provas com Classificação Automática
Outras 5 (cinco) provas classificatórias garantiram 5 vagas no "Top 16": Beleza Pelo Bem (ganhador), Mister Popularidade CNB (ganhador), Mister Talento CNB (ganhador), Mister Sport´s Challenge (ganhador) e Top Model CNB (ganhador). Com o Top 16 definido, eles foram classificados do número 1 ao número 16, com base nas pontuações recebidas nas provas que pontuam. Este ranking determinou os duelos que passaram a acontecer na fase final, na noite de eleição.

#### Beleza Pelo Bem
| Posição    | Representação & Candidato |
| ---------- | --- |
| 1          | - Amapá - Pablo Sena |
| Finalistas | - Amazonas - Gustavo Garcia - Caminhos do Sudoeste - Erick Veiga - Litoral Sul Gaúcho - Gil Raupp - Paraíba - Artur Maciel - Piauí - Hitallo Rangel - Santa Catarina - Danthy Meirelles - São Paulo - Samuel Costa - Triângulo Mineiro - Jucinei Ferreira - Zona da Mata - Rodrigo Brigatto |

#### Mister Popularidade CNB
| Posição | Representação & Candidato      |
| ------- | ------------------------------ |
| 1       | - Pampa Gaúcho - Gabriel Souza |

#### Mister Talento CNB
| Posição    | Representação & Candidato |
| ---------- | --- |
| 1          | - Amapá - Pablo Sena |
| Finalistas | - Caminhos do Sudoeste - Erick Veiga - Espírito Santo - Rodolfo Donna - Rio Grande do Sul - Felipe Haeffner - Tapajós - Érick Vasconcellos |

#### Mister Sport's Challenge
| Posição | Representação & Candidato  |
| ------- | -------------------------- |
| 1       | - São Paulo - Samuel Costa |

#### Top Model CNB
| Posição | Representação & Candidato      |
| ------- | ------------------------------ |
| 1       | - RJ Capital - Gabriel Galindo |

## Candidatos

### Estaduais
| Título                         | Unidade de Federação | Candidato        | Idade | Altura | Representação           | Ref.   |
| ------------------------------ | -------------------- | ---------------- | ----- | ------ | ----------------------- | ------ |
| Mister Acre CNB                | Acre                 | Leandro Adam     | 22    | 1.80   | Sena Madureira          | [ 2 ]  |
| Mister Alagoas CNB             | Alagoas              | João Luccas      | 25    | 1.88   | Piranhas                | [ 3 ]  |
| Mister Amapá CNB               | Amapá                | Pablo Sena       | 22    | 1.77   | Macapá                  | [ 4 ]  |
| Mister Amazonas CNB            | Amazonas             | Gustavo Garcia   | 26    | 1.85   | Manaus                  | [ 5 ]  |
| Mister Bahia CNB               | Bahia                | Levy Reis        | 22    | 1.87   | Salvador                | [ 6 ]  |
| Mister Ceará CNB               | Ceará                | Anthônio Maia    | 30    | 1.86   | Limoeiro do Norte       | [ 7 ]  |
| Mister Espírito Santo CNB      | Espírito Santo       | Rodolfo Donna    | 24    | 1.85   | Venda Nova do Imigrante | [ 8 ]  |
| Mister Goiás CNB               | Goiás                | Diogo Hens       | 25    | 1.83   | Itumbiara               | [ 9 ]  |
| Mister Maranhão CNB            | Maranhão             | Júnior Walladão  | 30    | 1.86   | São Luís                | [ 10 ] |
| Mister Mato Grosso CNB         | Mato Grosso          | Ian Bock         | 23    | 1.80   | Nova Mutum              | [ 11 ] |
| Mister Mato Grosso do Sul CNB  | Mato Grosso do Sul   | Fábio Goulart    | 22    | 1.84   | Indaiá do Sul           | [ 12 ] |
| Mister Minas Gerais CNB        | Minas Gerais         | Gabriel Vital    | 21    | 1.85   | Juiz de Fora            | [ 13 ] |
| Mister Pará CNB                | Pará                 | Júnior Marchetta | 25    | 1.78   | Marabá                  | [ 14 ] |
| Mister Paraíba CNB             | Paraíba              | Artur Maciel     | 32    | 1.79   | Belém                   | [ 15 ] |
| Mister Paraná CNB              | Paraná               | Gabriel Werner   | 29    | 1.80   | Curitiba                | [ 16 ] |
| Mister Piauí CNB               | Piauí                | Hitallo Rangel   | 24    | 1.75   | Parnaíba                | [ 17 ] |
| Mister Rio de Janeiro CNB      | Rio de Janeiro       | Bernardo Timm    | 20    | 1.90   | Rio de Janeiro          | [ 18 ] |
| Mister Rio Grande do Norte CNB | Rio Grande do Norte  | Guilherme Matias | 21    | 1.90   | Jucurutu                | [ 19 ] |
| Mister Rio Grande do Sul CNB   | Rio Grande do Sul    | Felipe Haeffner  | 27    | 1.86   | Passo Fundo             | [ 20 ] |
| Mister Roraima CNB             | Roraima              | Júnior Fernandes | 29    | 1.80   | Campos dos Goytacazes   | [ 21 ] |
| Mister Santa Catarina CNB      | Santa Catarina       | Danthy Meirelles | 21    | 1.90   | Fraiburgo               | [ 22 ] |
| Mister São Paulo CNB           | São Paulo            | Samuel Costa     | 25    | 1.85   | Santos                  | [ 23 ] |
| Mister Sergipe CNB             | Sergipe              | Douglas Lenk     | 29    | 1.85   | Itanhaém                | [ 24 ] |
| Mister Tocantins CNB           | Tocantins            | Higor Lira       | 26    | 1.80   | Rio Sono                | [ 25 ] |

#### Observações
1. Trata-se do município que o candidato representou durante a etapa estadual.
  1. Em caso de aclamação, trata-se do município de origem do candidato.

### Insulares & Regiões
| Título                           | Unidade de Federação | Candidato          | Idade | Altura | Representação           | Ref.   |
| -------------------------------- | -------------------- | ------------------ | ----- | ------ | ----------------------- | ------ |
| Mister Agulhas Negras CNB        | Rio de Janeiro       | João Mothé         | 23    | 1.95   | Resende                 | [ 26 ] |
| Mister Baixada Santista CNB      | São Paulo            | Gilmar Ferreira    | 25    | 1.80   | Limeira                 | [ 27 ] |
| Mister Brasília CNB              | Distrito Federal     | Jesus de Lima      | 22    | 1.88   | Cooperativismo          | [ 28 ] |
| Mister Caminho dos Príncipes CNB | Santa Catarina       | Renan Castro       | 26    | 1.83   | Barra Velha             | [ 29 ] |
| Mister Caminhos do Sudoeste CNB  | Bahia                | Erick Veiga        | 26    | 1.80   | Vitória da Conquista    | [ 30 ] |
| Mister Chapada Diamantina CNB    | Bahia                | Maurício Portugal  | 25    | 1.91   | Serra Preta             | [ 30 ] |
| Mister Costa das Dunas CNB       | Rio Grande do Norte  | Pablo Rennan       | 25    | 1.80   | São Gonçalo do Amarante | [ 31 ] |
| Mister Costa do Cacau CNB        | Bahia                | Fernando Neto      | 28    | 1.83   | Ilhéus                  | [ 30 ] |
| Mister Costa Doce CNB            | Rio Grande do Sul    | Paulo Juarez       | 21    | 1.83   | Arroio Grande           | [ 32 ] |
| Mister Costa Verde & Mar CNB     | Santa Catarina       | Josias Machado     | 21    | 1.88   | Navegantes              | [ 33 ] |
| Mister Grande Belém CNB          | Pará                 | Marcos Martins     | 30    | 1.84   | Augusto Corrêa          | [ 34 ] |
| Mister Grande Porto Alegre CNB   | Rio Grande do Sul    | Lucas Martins      | 23    | 1.80   | Nova Santa Rita         | [ 35 ] |
| Mister Ilha de Itaparica CNB     | Bahia                | Lucas Lucci        | 27    | 1.86   | Salvador                | [ 36 ] |
| Mister Ilha Grande CNB           | Rio de Janeiro       | Kevin Greiner      | 22    | 1.85   | Rio de Janeiro          | [ 37 ] |
| Mister Ilhas de Búzios CNB       | Rio de Janeiro       | Hugo Cardoso       | 22    | 1.90   | Arraial do Cabo         | [ 38 ] |
| Mister Ilhas de Ipanema CNB      | Rio de Janeiro       | Artur Viegas       | 25    | 1.92   | Rio de Janeiro          | [ 39 ] |
| Mister Litoral Sul Gaúcho CNB    | Rio Grande do Sul    | Gil Raupp          | 29    | 1.87   | Rio Grande              | [ 40 ] |
| Mister Pampa Gaúcho CNB          | Rio Grande do Sul    | Gabriel Souza      | 24    | 1.84   | Cachoeira do Sul        | [ 41 ] |
| Mister Pantanal (MT) CNB         | Mato Grosso          | Miguel Leles       | 26    | 1.86   | Sinop                   | [ 42 ] |
| Mister RJ Capital CNB            | Rio de Janeiro       | Gabriel Galindo    | 21    | 1.85   | Armação dos Búzios      | [ 43 ] |
| Mister Serra da Mantiqueira CNB  | Minas Gerais         | Eduardo Borba      | 25    | 1.74   | Senador Amaral          | [ 44 ] |
| Mister Tapajós CNB               | Pará                 | Érick Vasconcellos | 24    | 1.80   | Santarém                | [ 34 ] |
| Mister Triângulo Mineiro CNB     | Minas Gerais         | Jucinei Ferreira   | 25    | 1.77   | Uberlândia              | [ 45 ] |
| Mister Vale Europeu CNB          | Santa Catarina       | Thiago Varela      | 28    | 1.87   | Pomerode                | [ 46 ] |
| Mister Zona da Mata CNB          | Minas Gerais         | Rodrigo Brigatto   | 27    | 1.85   | Juiz de Fora            | [ 47 ] |

#### Observações
1. Trata-se do município que o candidato representou durante a etapa estadual.
  1. Em caso de aclamação, trata-se do município de origem do candidato.

## Histórico

### Substituições
- São Paulo - Matheus Mello ► Samuel Costa

- Baixada Santista - Samuel Costa ► Gilmar Ferreira

### Desistências
- Fernando de Noronha - Fabrício Alves

- Grande Curitiba - Vitor Hugo

- Pernambuco - Lucas Barros

- Plano Piloto - José Mendes

- Xingu - Jandir Lima

### Visão geral
- Foi a primeira vez que o Estado de Rondônia não disputou o título.

- O concurso deste ano bateu o recorde de candidatos em todas as edições já realizadas do certame: 49.

- Foi a 1ª vez que o número de candidatos de ilhas e regiões se iguala ao de candidatos estaduais.

- Foram realizados 11 (onze) disputas estaduais este ano, 2 (dois) a menos que no ano anterior.

- O primeiro candidato eleito para a disputa foi Danthy Meirelles (Santa Catarina), no dia 12 de Junho de 2017.

- Gaúchos, cariocas e baianos dominaram o certame deste ano, 5 (cinco) candidatos de cada Estado disputaram o título.

- Os sulistas dominaram mais uma vez o concurso, 10 (dez) candidatos nasceram na região. Estatisticamente, cerca de 20% do total.

- Artur Maciel (Paraíba) foi o candidato mais velho a disputar o título este ano, 32 anos de idade.

- Em contra partida, o mais novo foi Bernardo Timm (Rio de Janeiro) com apenas 20 anos de idade.

- Eduardo Borba (Serra da Mantiqueira) foi o candidato mais baixo a disputar o título este ano, 1.74m de altura.

- O mais alto de todos, foi o modelo João Mothé (Agulhas Negras) com expressivos 1.95m de altura.

- Douglas Lenk (Sergipe), Gabriel Souza (Pampa Gaúcho), Gil Raupp (Litoral Sul Gaúcho) e Gustavo Garcia (Amazonas) são pais.

### Designações
- Samuel Costa (1º. Lugar) representou o Brasil no Mister Supranational 2018, realizado na Polônia e na Eslováquia e ficou em 3º. lugar.

- Gil Raupp (3º. Lugar) representou o Brasil no Mister Global 2019, realizado na Tailândia e parou no Top 16.

- Danilson Furtado (18º. lugar em 2017) representou o Brasil no Mister International 2018, realizado nas Filipinas.

- Jonatas Trevisan (20º. Lugar em 2014) representou o Brasil no Manhunt Internacional 2018, realizado na Austrália e parou no Top 16.

- Anthônio Maia (Não classificado) representou o Brasil no Mister Universal Ambassador 2018, realizado na Índia e parou no Top 12.

## Ver Também
1. Miss Brasil CNB 2018